# Neusticomys ferreirai
Neusticomys ferreirai — вид гризунів родини хом'якових (Cricetidae). Названий на честь бразильського натураліста 18 століття Олександра Родрігеса Феррейри.

## Поширення
Цей вид відомий тільки з типової місцевості: Мату-Гросу, Бразилія; висота 206 м, низовинний тропічний ліс.

## Загрози та охорона
Головна загроза — розширення сільського господарства. Цей вид не відомий з охоронних територій.